# Luis Muñoz Grau
Luis Muñoz Grau (Sabadell, 10 novembre 1935 – 4 febbraio 2022) è stato un calciatore spagnolo, di ruolo centrocampista.

## Carriera
Iniziò la carriera da calciatore nel Sabadell, in Segunda División spagnola. Nel 1956 fu ingaggiato dall'RCD Español, che militava nella massima serie. Esordì quindi nella Liga il 9 settembre 1956 contro il Valencia. Dopo una stagione, fu ceduto in prestito all'Atlético Ceuta, in Segunda División, perché doveva completare il servizio militare obbligatorio. Giocò per una stagione con il Ceuta, da titolare, mantenendo la categoria ai play-out.
Rientrato all'Español, si affermò come un giocatore chiave del club, arrivando anche a disputare la Coppa delle Fiere 1961-1962. Nel 1962, il club catalano retrocesse in Segunda División, ma ritornò prontamente in massima serie dopo un solo anno.
Nell'estate del 1964 Muñoz lasciò l'Español. Quindi, nella stagione 1964-1965 giocò per un campionato con il Deportivo La Coruña. Il Deportivo arrivò all'ultimo posto nella Liga, retrocedendo. Muñoz lasciò il club galiziano e tornò al Sabadell, in Primera División. Arrivato nel 1965, all'età di trent'anni, Muñoz proseguì la sua avventura nel club della sua città natale per quattro stagioni. Si ritirò nel 1970, raggiungendo le 100 presenze nella Liga spagnola con il Sabadell. È considerato uno dei calciatori più importanti della storia del Sabadell.